# Ramón Cadena
Ramón Cadena fue un sacerdote español del siglo XIX, nacido en un pueblo de la Provincia de Huesca, según se cree.
Desempeñaba un beneficio anexo a una penitenciaría en la metropolitana de Zaragoza, cuando estalló la guerra de la Independencia Española y en lugar de imitar la conducta de otros que abandonaron el lugar del peligro, al poner los franceses sitio a la ciudad, permaneció en su puesto prestando sus servicios, tanto de militar como de sacerdote, asistiendo unas veces a los heridos y otras oyendo las confesiones de los fieles, sin que rehuyera nunca el peligro y exponiendo su existencia en todas las ocasiones.
Al terminar la guerra no solicitó merced alguna, permaneciendo en su modesta posición. Dejó una Relación sobre los sitios de Zaragoza en los años 1808 y 1809 que contiene noticias muy curiosas.